# Euophrys peruviana
Euophrys peruviana là một loài nhện trong họ Salticidae.
Loài này thuộc chi Euophrys. Euophrys peruviana được Władysław Taczanowski miêu tả năm 1878.